# Lamyctes tivius
Lamyctes tivius är en mångfotingart som beskrevs av Chamberlin 1911. Lamyctes tivius ingår i släktet Lamyctes och familjen fåögonkrypare. Inga underarter finns listade i Catalogue of Life.